# Kelterdell und Kuckuckslay bei Echternacherbrück
Koordinaten: 49° 49′ 12″ N, 6° 25′ 43″ O
Das Naturschutzgebiet Kelterdell und Kuckuckslay bei Echternacherbrück liegt im Eifelkreis Bitburg-Prüm in Rheinland-Pfalz. Das 61,7 ha große Gebiet, das im Jahr 1991 unter Naturschutz gestellt wurde, erstreckt sich nordwestlich der Ortsgemeinde Echternacherbrück. Unweit südlich verläuft die Landesstraße L 1,
fließt die Sauer und verläuft die Staatsgrenze zu Luxemburg. Westlich fließt der Fölkenbach, östlich verläuft die B 257.
Schutzzweck ist die Erhaltung wertvoller orchideenreicher Halbtrockenrasen und wärmeliebender Gebüsch-Säume, artenreicher Laubwald- und Fels-Ökosysteme sowie extensiv genutzter Grünlandflächen und Streuobstwiesen als Lebensraum seltener, in ihrem Bestand bedrohter Tier- und Pflanzenarten, insbesondere Vogel- und Insektenarten.